# قشلاق سرآباد
قشلاق سرآباد یک روستا در ایران است که در دهستان عنبران واقع شده‌است. قشلاق سرآباد ۷۷ نفر جمعیت دارد.